# Майна (рід)
Ма́йна (Acridotheres) — рід птахів ряду горобцеподібних, родини шпакових.

## Види
Виділяють десять видів:
- Майна велика (Acridotheres grandis)
- Майна чубата (Acridotheres cristatellus)
- Майна яванська (Acridotheres javanicus)
- Майна світлочерева (Acridotheres cinereus)
- Майна джунглева (Acridotheres fuscus)
- Майна юнанська (Acridotheres albocinctus)
- Майна берегова (Acridotheres ginginianus)
- Майна індійська (Acridotheres tristis)
- Майна чорнокрила (Acridotheres melanopterus)
- Майна бірманська (Acridotheres burmannicus)

## Поширення
Це рід тропічних азійських (від Ірану до Індонезії) птахів, окремі види якого були завезені до Південної Африки, Австралії, Нової Зеландії, Ізраїлю, Канади, на Гавайські острови.

## Особливості екології
Всеїдні: живляться фруктами, нектаром і комахами.